# Griesweiher Niederschönenfeld
Der Griesweiher Niederschönenfeld ist ein künstlich angelegter Baggersee in der Gemeinde Niederschönenfeld im schwäbischen Landkreis Donau-Ries in Bayern. Der See ist ein Stillgewässer mit der Gewässernummer 6406. Der Griesweiher hat keinen Zufluss oder Abfluss. Die Wasserhöhe wird durch verschiedene Faktoren wie Regen, Verdunstung und durch das Grundwasser auf natürliche Weise reguliert.
Der See wird nicht nur von vielen Einwohnern aus Niederschönenfeld, sondern auch von Bewohnern der umliegenden Dörfer als Badeort verwendet. Zudem wird er vom Angelsportverein Feldheim e.V. als Angelgewässer fischereilich genutzt. Das Badegebiet befindet sich im Osten und das Angelgebiet im Westen. Allerdings gibt es hierzu keinerlei Vorschriften. Man kann somit überall im See baden und auch angeln.
Aufgrund der Hochwassergefahr für die umliegenden Dörfer sind nicht nur der Lech und die Donau, sondern auch der Griesweiher Niederschönenfeld durch einen Damm vom Dorf getrennt.